# Абрамс, Остин
Остин Ноа Абрамс (англ. Austin Noah Abrams; род. 2 сентября 1996) — американский актёр, известный по ролям в телесериалах «Ходячие мертвецы», «Эйфория», «Это мы» и «Дэш и Лили».

## Биография
Остин родился и вырос в Сарасоте, штат Флорида. Его родители Брэдли и Лори Абрамс — врачи. Интерес к актёрской профессии у Остина проявился в раннем возрасте: с пяти лет он обучался в летнем театральном кружке, а с восьми стал участвовать в постановках местного театра «Золотое яблоко». Первой ролью в этом театре для Абрамса стало амплуа чашки Чипа из постановки «Красавица и чудовище».
В 2011 году Остин впервые появился в полнометражном фильме — фантастическом триллере Эрни Барбараша «Убить по расписанию» с Кьюбой Гудингом-младшим, Нилом МакДонафом и Никки Эйкокс. В 2012-м сыграл в команде с Дженнифер Лав Хьюитт, Иваном Сергеем, Ритой Уилсон и Джоэлем Муром в комедийной мелодраме «По признакам совместимости», а затем получил роль в сериале «Переростки», где в первом сезоне сыграл Тодда Купера.
В июле 2013 года он присоединился к актёрскому составу фильма Кайла Виламовски «Пятна от травы». В 2017 сыграл Хантера Горски в картине «Любое лето закончится», где его партнёрами по съёмочной площадке были Тай Шеридан и Кейтлин Дивер. В 2017 Абрамс играл в драме Вернера Херцога «Вернон Господи Литтл», поставленной на основе провокационного дебютного романа DBC Пьера 2003 года. В 2019 году сыграл второстепенного персонажа в популярном сериале «Эйфория», где его партнёршей по площадке стала Зендея.

## Фильмография
| Год       |   | Русское название                        | Оригинальное название             | Роль                |
| --------- | - | --------------------------------------- | --------------------------------- | ------------------- |
| 2011      | ф | Убить по расписанию                     | Ticking Clock                     | Джеймс              |
| 2012      | с | Переростки                              | The Inbetweeners                  | Тод Купер           |
| 2012      | ф | По признакам совместимости              | Jewtopia                          | молодой Адам Липшиц |
| 2013      | ф | Охотники на гангстеров                  | Gangster Squad                    | Пит                 |
| 2013      | ф | Короли лета                             | The Kings of Summer               | Аарон               |
| 2014      | с | Бесстыдники                             | Shameless                         | Генри МакНалли      |
| 2014      | с | Кремниевая долина                       | Silicon Valley                    | Карвер              |
| 2014      | ф |                                         | Sacrifice                         | Тим                 |
| 2015—2016 | с | Ходячие мертвецы                        | The Walking Dead                  | Рон Андерсон        |
| 2015      | ф | Бумажные города                         | Paper Towns                       | Бен                 |
| 2017      | с | С прицепом                              | SMILF                             | Кейси               |
| 2017      | ф | Любое лето закончится                   | All Summers End                   | Хантер Горски       |
| 2017      | ф | Статус Брэда                            | Brad’s Status                     | Трой Слоан          |
| 2017      | ф | Убить за лайк                           | Tragedy Girls                     | Крейг Томпсон       |
| 2017      | ф | Нам здесь не место                      | We Don’t Belong Here              | Дэйви               |
| 2018      | с | Американцы                              | The Americans                     | Джексон Барбер      |
| 2018      | ф | Чувак                                   | Dude                              | Джеймс              |
| 2018      | ф | Пазл                                    | Puzzle                            | Гейб                |
| 2019—2022 | с | Эйфория                                 | Euphoria                          | Итан Льюис          |
| 2019—2021 | с | Это мы                                  | This Is Us                        | Марк                |
| 2019      | ф | Страшные истории для рассказа в темноте | Scary Stories to Tell in the Dark | Томми Милнер        |
| 2020      | с | Дэш и Лили                              | Dash & Lily                       | Дэш                 |
| 2020      | ф | Химические сердца                       | Chemical Hearts                   | Генри Пейдж         |
| 2022      | ф | Отомстить                               | Do Revenge                        | Макс Бруссар        |
| 2023      | ф | Девушка по фамилии Старлинг             | The Starling Girl                 | Бен Тейлор          |
| 2024      | ф | Одинокие волки                          | Wolves                            | парень              |
| 2025      | ф | Орудия                                  | Weapons                           | Энтони              |
|           | ф | Во чреве кита                           | Whalefall                         | Джейк Гардинер      |